# Heinrich Khunrath
Heinrich Khunrath (Leipzig, o. 1560. – Leipzig, 9. rujna 1605.), njemački liječnik, hermetički filozof i alkemičar. Studirao je medicinu u Baselu, a diplomirao je 3. rujna 1588. godine. Prakticirao je medicinu u Hamburgu i Dresdenu. Najpoznatije djelo mu je Amphitheatrum sapientiae aeterne, tiskano u Hanau 1609. godine.
Bio je pristaša i slijedbenik Paracelsusa, te začetnik razdoblja mistične, duhovne alkemije. Khunrathov slogan koji se pojavljuje u brojnim njegovim knjigama je: "Što će baklje, svijetlo ili naočale onima koji ne žele vidjeti?"
Vjerovao je u mogućnost transmutacije kamena i metala i tražio je eliksir života.